# Gina Von Amberg
Prinses Gina Von Amberg is een personage uit de soapserie Days of our Lives. De rol werd gespeeld door Kristian Alfonso van 1999 tot 2000. Alfonso speelt ook de rol van Hope Williams Brady. Het personage stierf in 2000 en maakte nog een gastoptreden als geest in 2001.

## Personagebeschrijving

### Proloog
Het verhaal begon in 1990 toen Hope Williams om het leven kwam. Ze zat in een kooi met Ernesto Toscano die in een vat zoutzuur viel. Vier jaar later werd Hope teruggevonden in Maison Blanche, een groot landhuis in de buurt van New Orleans. Stefano DiMera beweerde dat hij Hope gevonden had op straat en dat ze geheugenverlies had en onherkenbaar was door littekens. Hij betaalde voor een operatie en zorgde ervoor dat ze terug beter werd, hij gaf haar de naam Gina. Een jaar later kreeg Hope haar geheugen terug, behalve over de vier ontbrekende jaren. In 1998 besloot ze haar verleden helemaal te onderzoeken. Ze dacht dat haar grote liefde Bo Brady verliefd was op Billie Reed, die zwanger was van Bo. Na een bezoek in Zwitserland aan Lili Faversham ontdekte Hope dat Gina een prinses was. Ze was een goede vriendin van Lili en verdween kort in 1990 en later opnieuw in 1994. Hope wist nu dat ze heel veel leek op prinses Gina en dat Stefano haar gebruikt had om zich voor te doen als de prinses. In de moerassen van Louisiana ontmoette Bo een meisje, genaamd Greta, die zich daar verstopte omdat haar gezicht vol littekens stond. Het bleek dat Greta de dochter was van Gina en ze zei dat haar moeder in 1990 overleden was. Ze zei ook dat het niet Hope was die in de kooi van Ernesto Toscano was maar dat zei Hope op het laatste moment verving. Dit betekende dat Hope nooit plastische chirurgie had moeten ondergaan. Nadat Billie haar kind verloor herenigden Bo en Hope zich.

### Prinses Gina
Prinses Gina was in de jaren tachtig een kunstdievegge voor Stefano DiMera. Haar grote liefde was John Black. In 1998 transformeerde Stefano Hope opnieuw in Gina. Gina was verliefd op John en ontvoerde hem op zijn huwelijksreis met Marlena. Dan werd bekend dat prinses Gina helemaal niet overleden was, maar opgesloten zat in een kasteel in Frankrijk en werd bewaakt door Kurt. Ze was gek geworden, en las elke dag opnieuw dezelfde brief van John waarin hij haar schreef dat hij haar zou komen halen. De jaren waren niet lief geweest voor Gina, die vieze grijze haren had en één en al rimpel was.
Haar dochter Greta kwam samen met Eric Brady naar het kasteel waar ze ontvangen werden door Kurt. Op het kerkhofje langs het kasteel zag Greta de grafsteen van haar moeder en Eric suggereerde dat dit geen bewijs was dat ze daar echt begraven lag. Kurt was van plan om de waarheid te vertellen aan Greta, maar dan keerde ze met Eric terug naar Salem.
Uiteindelijk slaagde prinses Gina erin te ontsnappen en ging naar het feest van de Harrimans verkleed als gravin Ilse met een sluier. Op het feest moest Hope/Gina de laatste Renet stelen. Na de diefstal ging Ilse naar Gina en probeerde haar te overtuigen om het schilderij niet aan Stefano te geven.
Nadat Gina haar vertelde dat John getrouwd was en kinderen had en dat ze een affaire met hem gehad had was “Ilse” gechoqueerd.
Dan stal prinses Gina een disk waarop alle herinneringen van Hope stonden. Dit had allemaal te maken met haar plan om van Gina en Stefano af te raken en John weer voor haar te winnen. Intussen was Hope erin geslaagd om het te halen van haar alter ego Gina en werd terug normaal, ze verzoende zich met Bo. Hope zei aan Ilse dat ze niet langer Gina was en stelde voor om Stefano erin te luizen. Ilse was furieus omdat Hope haar plannen nu dwarsboomde en nam haar sluier af en maakte zich bekend als prinses Gina. Ze vroeg haar om te zeggen waar de verdwenen Renet was maar Hope zei niets waarop prinses Gina haar bewusteloos sloeg. Stefano ontdekte dat gravin Ilse betrokken was bij het stelen van het schilderij en spoorde haar op. Hij was verbaasd om te ontdekken dat Ilse prinses Gina was. Ze gaf hem een ultimatum: hij kon Hope krijgen, of de Renet. Stefano liep naar de muur en onthulde achter een schilderij de Renet. Dan stak prinses Gina het schilderij en Stefano in brand. Later ontmoetten ze elkaar nog op een brug en Stefano gooide haar van de brug af en dacht dat ze dood was.
Hope dook terug op in Salem en belde Bo en Shawn vanop de Fancy Face II. Bo was heel blij en de twee hadden een innige reünie. Shawn vond echter dat zijn moeder hem weinig aandacht gaf en ging weer weg gevolgd door Bo. Dan belde Hope naar Kurt en werd duidelijk dat ze prinses Gina was en niet Hope, nadat ze de val in de Seine in Parijs overleefde onderging ze plastische chirurgie om er weer jong uit te zien. Prinses Gina vroeg aan Kurt om Hope op te sluiten. Hope probeerde uit de klauwen van Kurt te blijven en dook in een turbulente rivier. Op dit moment transformeerde Stefano en Rolf Gina opnieuw in Hope en ze verloor het bewustzijn. Kurt haalde haar uit de rivier en toen ze ontwaakte wist ze niet meer wie ze was. Ze klopten aan bij enkele mensen op het platteland en logeerden daar. Via een artikel in de krant dachten de mensen dat Hope prinses Gina was en door de politie gezocht werd.
Intussen in Salem kwam "Hope" oog in oog te staan met Marlena en in een opwelling knipte zee en deel van haar haar af, ze wilde ook Marlena te lijf gaan, maar dat kon John nog net verhinderen. Ze ging ermee akkoord om therapie te volgen bij Marlena onder hypnose. Ze was echter bestand tegen Marlena en was niet echt gehypnotiseerd. Ze loog over het feit dat ze een affaire had met John nog voor dat hij met Marlena getrouwd was. Nadat John haar duidelijk maakte dat hij enkel van Marlena hield besloot prinses Gina om haar grote liefde op te geven en een leven te leiden als Hope Williams in een gezin met Bo en Shawn.
De echte Hope in Frankrijk bij Kurt. Hoewel hij zei dat ze getrouwd waren voelde ze geen band met hem en nadat ze in zijn portefeuille en zag dat hij ongetrouwd was wist ze het zeker. Toen de politie kwam overtuigde Kurt haar om te vluchten. Ze gingen samen weg en Kurt nam haar mee naar het kasteel en sloot haar op in de toren waar prinses Gina al die jaren gezeten had.
In Salem onthulde prinses Gina haar ware identiteit aan Greta en bewees dit door haar een opgedroogde bloem te geven die Greta haar jaren geleden gegeven had. Ze zei dat de echte Hope dood was. Bo en "Hope" bedreven de liefde, maar Bo merkte dat er iets niet in de haak zat en dat ze anders was als voorheen.
Inmiddels ging "Hope" met een klein pistool op zoek naar Stefano en hield hem onder schot. Ze vertelde hem dat de ze de echte Renet nog had en dat de opgebrande een vervalsing was. Stefano mocht de Renet hebben als hij voorgoed Salem verliet. Stefano ging de Renet halen in het kasteel van prinses Gina, maar werd daar door Kurt overvallen en hij sloot hem op samen met Hope. Toen hij bijkwam wilde hij Hope wurgen, maar ze overtuigde hem dat ze niet Gina was. Ze bleven weken opgesloten en tijdens de kerstperiode maakten zee en kleine kerstboom en baden ze om veilig thuis te komen. Stefano kon een zender maken van een oude fonograaf en zond een S.O.S. bericht. Hope bleef in Bo geloven, dat hij haar zou komen redden.
Shawn uitte zijn twijfels over zijn moeder aan Marlena en John. Na een nieuwe hypnosesessie ontdekte Marlena dat Hope een gespleten persoonlijkheid had. Op het kerstfeest verbaasde Hope iedereen door Bo ten huwelijk te vragen. Bo nam het aanzoek maar wat graag aan, maar Shawn was er niet gelukkig mee. Marlena zei aan Hope dat ze de trouw moest uitstellen en ze kregen ruzie. Op de dag van de bruiloft gooide ze Marlena buiten en vertelde aan Greta dat zee en pistol onder haar trouwkleed droeg. John ging naar het huwelijk en Bart en Rolf waren er ook, vermomd. Na de ceremonie ging iedereen naar de receptie bij de Penthouse Grill.
Shawn hoorde Hope met Kurt bellen om te controleren hoe het daar ging. Hij begon een discussie met Hope op het balkon en dan trok ze haar pistool en bevel hem om op de rand van het balkon te gaan staan. Marlena kwam nu tussen beide en Hope zei dat ze van het balkon moest springen. Nadat ze dat weigerde schoot Hope haar neer. Bo was er nu ook en begon met Hope te vechten, dan ging het pistool af en Hope was geraakt. Shawn was bewusteloos en werd naar het ziekenhuis gebracht. Toen hij ontwaakte zei hij dat Hope hem probeerde te vermoorden.
Prinses Gina had een gescheurde aorta en Craig en Lexie opereerden haar. Bo en Shawn zaten bij het ziekbed van Hope toen ze haar ware identiteit wilde onthullen, maar dan stierf ze. Na de dood van Hope ging Bo samen met de hulp van Victor en Abe op zoek naar Stefano. Ze ontdekten dat hij in Europa was en gingen daarnaartoe. Intussen probeerde Lili Faversham Doug en Julie ervan te overtuigen dat Hope eigenlijk prinses Gina was omdat zij geen appendix meer had en de echte Hope was. Ze belden naar het crematorium om het lijk te onderzoeken, daar ontdekte Lili een litteken waardoor Doug en Julie hoop kregen dat het echt prinses Gina was die dood was. Na DNA-resultaten kregen ze zekerheid. In de toren besefte Hope dat Shawn in gevaar was. Hope was inmiddels ziek en smeekte Kurt om een dokter. Uiteindelijk werden Stefano en Hope uit de klauwen van Kurt gered en konden ze veilig terug naar Salem keren.